# 雍裕之
雍裕之（?—?），成都（今四川）人，一说楚人。
贞元後期人，舉進士久不第，飘零四方。代宗永泰元年(765)曾前往潞州拜訪李抱玉。工於诗，有《雍裕之诗》一卷，今佚。《全唐诗》编其诗一卷。